# Осип Второв
Осип Максимович Второв (на руски: Осип Максимович Второв) е руски офицер, генерал-майор. Участник в Руско-турската война (1806-1812).

## Биография
Осип Второв е роден на 10 декември 1772 г. в Курска губерния, Русия в семейството на потомствен дворянин. Посвещава се на военното поприще. Действителна служба започва с военно звание подпрапорщик в Белозерския пехотен полк (1786).
Участва в Руско-шведската война от 1788-1790 г.
В състава на Московския гренадирски полк участва в потушаването на Косцюшкото въстание в Полша (1794). Повишен е във военно звание щабс-капитан и служи във Воронежкия пехотен полк (1798).
Участва в Руско-турската война (1806-1812). Назначен е за командир на Олонецкия мускетарски полк от 28 ноември 1807 г. Отличава се в битката при Гюргево и е награден със златно оръжие „За храброст“ (1809). За второто превземане на Ловеч на 31 януари 1811 г. е повишен във военно звание полковник от 13 април 1811 г. Завършва войната с битката при Видин (1811). Назначен е за почетен командир на Украинския пехотен полк от 19 март 1812 г.
В отразяването на нападението на Наполеон Бонапарт срещу Русия се бие храбро в битката при Волковиск и за втори път е награден със златно оръжие „За храброст“ (1812).
Участва във войната на Шестата антинаполеоновска коалиция срещу Франция (1813-1814). Проявява се в битките при Дрезден, Лайпциг, Магдебург и Хамбург (1813).
Повишен е във военно звание генерал-майор от 30 август 1814 г. Уволнява се от армията поради многобройни рани на 1 юни 1815 г. Умира след 1815 г.